# ヘアターニケット
ヘアターニケット（英語: hair tourniquet）は、直訳すると髪の止血帯（かみのしけつたい）となり、髪や糸が、最も一般的には爪先、場合によっては指や生殖器、他の身体部分にきつく巻き付く状態を指す。これにより、患部に痛みと腫れが生じ、合併症として血流不足により患部が組織死する恐れがある。この症状は、生後4か月前後の子供の間で最も一般的に発生するが、年長児および成人でも症例が報告されており、発生頻度は男女ともに同じとされている。
ヘアターニケットの最初の医学的記述は1832年と古くから知られる症状である。近年発表される多くの論文には、発生することは稀であると記載されており、日本での認知度は低い症状である。
ヘアターニケットは、偶発的に発生することが多く、危険因子として自閉症や分娩後脱毛症が挙げられる。発生の過程の一つとして、濡れた髪が体の一部に巻き付き、乾くと引き締まることが挙げられる。また、おねしょや運悪く子供の陰茎に糸が巻き付いた症例も報告されている。予防は、母親は自身の髪をよくブラッシングし後ろで結ぶこと、赤ちゃんの服は個別に洗濯することなど、母親の髪と赤ちゃんの接点を減らすことが有効とされる。治療は、髪を切り取るか、髪を分解する化学製品を使用することがあげられる。

## 動物への被害・利用
2019年12月には都市部に棲むハトにも、髪や糸が絡まり足や指がうっ血して壊死している事例があることが研究結果として報告された。漁網や釣り糸などが流されてゴーストフィッシング(ゴーストギア) が発生するが、魚や亀の四肢が締め付けられて切断される事例がある。農業分野では、牛のイボをとるのに、イボの周囲を輪ゴムでしめて壊死させて取る方法が使われる。

## 兆候
ヘアターニケットは、主に症状を訴えることができない幼児に発生し、不快感から突然泣き始める等、悲惨な状況に陥りやすい。当該現象は、靴下の内側で起こることが多く、周囲が幼児が泣く原因を突き止めづらい。
爪先は、ヘアターニケットにより適切な血液供給を受けることができず、また血液が静脈を介して流出することもない。したがって、爪先が腫れて青くなり、虚血する。
結紮糸は爪先の腫脹に応じて伸張しないため、最悪の場合、皮膚が切断される。

## 治療

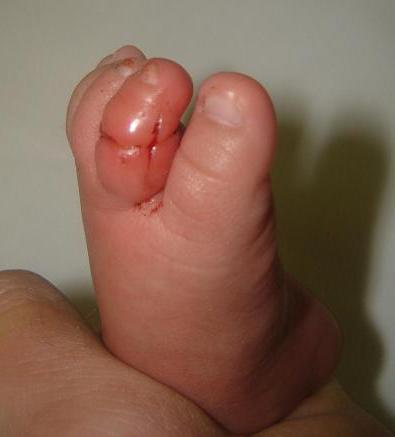
ヘアターニケットを取り除いた爪先。巻き付いた髪を切るために、指の側面を一緒に切る必要があった。

糸を迅速に切断（または溶解）する。糸の一部を持ち上げて糸を切断することが可能な場合もあるが、持ち上げられない程重傷の場合は、皮膚を通し糸を切断しなければならない。この場合、神経や腱のない足側で行わなければならない。もちろんこれは子供に有害であるが、指の喪失等の最悪の事態を防ぐことができる。
外科手術を必要としない他の軽度の治療として、髪を溶解または緩めるため市販の脱毛剤を使用することも考えられる。脱毛剤は、皮膚が切れている場合は使用できない。また、市販の脱毛製品はナイロンやヒトの毛髪でない他の繊維に対して効果的な治療法ではない。

## 予後
ヘアターニケットは悲惨な症状にもかかわらず、結果は改善に向かうことが多い。つま先の喪失や後遺障害は非常に稀ではあるものの、稀なケースでは足指を喪失することがある。輪ゴムもヘアターニケットと同じ症状をもたらす場合があるため注意が必要である。

## 関連
窓のブラインドを動かす紐などによる窒息事故が、カナダでは1年に約1回のペースで起きていることから、カナダでは窓のブラインド製品に対する安全性の基準がある。米国消費者製品安全委員会は、窓のブラインドを動かすコードをコードレス化することを推奨している。